# Gamle færøske trækirker
De gamle færøske trækirker (færøsk: trækirkja, flertal trækirkjur) fra 1800-tallet hører til Færøernes vigtigste bygningsmindesmærker.
Bygmester Joen Michelsen fra Velbastaður deltog i byggeriet af de 11 karakteristiske færøske sognekirker med græstørv på taget, der stadig eksisterer fra perioden 1829 til 1862.
Religion har siden kristendommens indførelse spillet en større og større rolle på Færøerne. Udskæringerne i kirkernes trævægge er de bedste eksempler på datidens folkekunst.
- Hvalvík Kirkja (1829). Kirken i Hvalvík er en typisk færøsk trækirke og er den ældste af de 11 kirker.
- Gøta Kirkja (1833). Den gamle kirke i Norðragøta er omgivet af en stenmur. Den er opført i sorttjæret tømmer, tækket med græstørv.
- Sjógv Kirka (1834). Midt i Strendur i nærheden af fjorden, på lokaliteten Sjógv, ligger en af de traditionelle færøske trækirker.
- Kaldbak (1835)
- Kollafjørður (1837)
- Oyndarfjørður (1838)
- Sands kirkja (1839)
- Nes (1843)
- Porkeri Kirke (1847)
- Funnings kirkja (1847)
- Hovs kirkja (1862)

- Eksempler på gamle færøske trækirker
- Hvalvík kirke fra 1829
- Gøta kirke fra 1833
- Kaldbak kirke fra 1835
- Kollafjørður kirke fra 1837
- Oyndarfjørður kirke fra 1838
- Sandur kirke fra 1839 på et julefrimærke fra 2006
- Porkeri Kirke i Porkeri fra 1847 er den næstyngste fra denne periode
- Det indre af kirken i Porkeri
- Funningur kirke fra 1847 er den yngste trækirke
- Kirken i Hov er fra 1862 og har oprindelig stået i Vágur. Den er genopført i Hov 1943